# Castell de Galliner
|  | Per a altres significats, vegeu «Galliner (desambiguació)». |

El Castell de Galliner és un castell d'època romànica del poble de Galliner, a l'antic terme d'Orcau, i de l'actual d'Isona i Conca Dellà (Pallars Jussà), declarat Bé cultural d'interès nacional en la categoria de Zona arqueològica.
El castell era dalt del turó punxegut del mateix nom, damunt del poble (actualment en ruïnes) de Galliner. A penes en queden vestigis. Tanmateix, prospeccions arqueològiques fetes en el seu moment van treure a la llum l'existència del poble vell entre les ruïnes del castell.

## Descripció
El castell segurament estava emplaçat al cim del puig que s'aixeca damunt del poblet. Actualment no es distingeix cap estructura medieval; malgrat tot, referències escrites dels segles X, XI i XII parlen d'aquest castell com un dels més importants del comtat de Pallars. Era un límit del castell de Mur. Des del segle xii veiem figurar la família Galliner.

## Història
Es coneix la seva existència documentada des del 1055, en una cessió feta pel vescomte Bernat a Santa Maria de la Seu d'Urgell, i en una confrontació del castell de Mur. D'aquest castell procedia la família del mateix cognom, on destaquen Guillem Folc de Galliner, vassall del comte de Pallars Bernat, referenciat entre 1080 i 1110.
Es conserven dades dels de Galliner almenys durant cent anys més, però en el fogatjament del 1365, els llocs de Galliner, Montesquiu i Puig de l'Anell apareixen ja lligats al bisbat d'Urgell, senyoriu que ja es mantingué fins a la seva extinció, al segle xix.